# Ітенс
Ітенс (нід. Itens) — село в нідерландській провінції Фрисландія. Входить до муніципалітету Південно-Західна Фрисландія.
Його площа становить 2,59км², а населення станом на 2021 рік складало 235 осіб.
Перша згадка про населений пункт датується 1381 роком.